# Кошалинский повет
Кошалинский повет (пол. Powiat koszaliński) — повет (район) в Польше, входит как административная единица в Западно-Поморское воеводство. Центр повета — город Кошалин (в состав повета не входит). Занимает площадь 1669,09 км². Население — 65 844 человека (на 31 декабря 2015 года).

## Административное деление
- города: Боболице, Полянув, Сянув
- городско-сельские гмины: Гмина Боболице, Гмина Полянув, Гмина Сянув
- сельские гмины: Гмина Бендзино, Гмина Бесекеж, Гмина Маново, Гмина Мельно, Гмина Свешино

## Демография
Население повета дано на 31 декабря 2015 года.
| Перепись            | Всего | Мужчины | Женщины |
| ------------------- | ----- | ------- | ------- |
| Всего               | 65844 | 38221   | 41295   |
| Городское население | 13769 | 6681    | 7088    |
| Сельское население  | 52075 | 26183   | 25892   |